# Prorocopis orthogramma
Prorocopis orthogramma är en fjärilsart som beskrevs av Turner 1936. Prorocopis orthogramma ingår i släktet Prorocopis och familjen nattflyn. Inga underarter finns listade i Catalogue of Life.